# Emarèse
Emarèse es un municipio italiano de 215 habitantes en el Valle de Aosta.

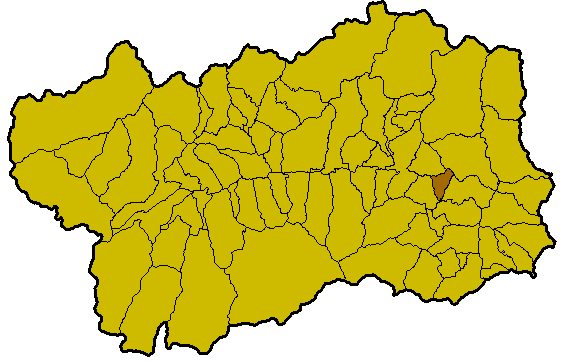
Ubicación del municipio de Emarèse en el Valle de Aosta.

## Evolución demográfica
| Gráfica de evolución demográfica de Emarèse entre 1861 y 2001 |
|                                                               |
| Fuente ISTAT - elaboración gráfica de Wikipedia               |

## Transportes

### Aeropuerto
El aeropuerto más cercano es el de Turín.

### Conexiones viales
La conexión vial principal es la autopista A5 Turín-Aosta y tiene una salida en Châtillon.

### Conexiones ferroviarias
La estación de ferrocarril más cercana es la de Châtillon, en la línea Turín-Aosta .